# Поташня (Черкасская область)
Поташня (укр. Поташня) — село в Каневском районе Черкасской области Украины.
Население по переписи 2001 года составляло 340 человек. Занимает площадь 164,5 км². Почтовый индекс — 19052. Телефонный код — 4736.

## Местный совет
19052, Черкасская обл., Каневский р-н, с. Таганча, ул. Федоренка, 104/1